# بطولة أمم إفريقيا للمحليين 2011
بطولة أمم إفريقيا للمحليين 2011 هي النسخة الثانية من بطولة أمم أفريقيا للمحليين والتي ستقام في السودان. وقد تأهل في هذه البطولة 16 فريق، بعدما كان عدد الفرق في البطولة الأولى 8 و التي نظمت في ساحل العاج سنة 2009. يشارك في المسابقة النهائية 16 فريق من مناطق مختلفة من القارة حيث يتم تقسيمهم إلى أربعة مجموعات تحتوي كل منها على أربعة فرق. تونس فازت بكأس البطولة بعد أن هزمت أنغولا في النهائي 3–0.

## المنتخبات المتأهلة

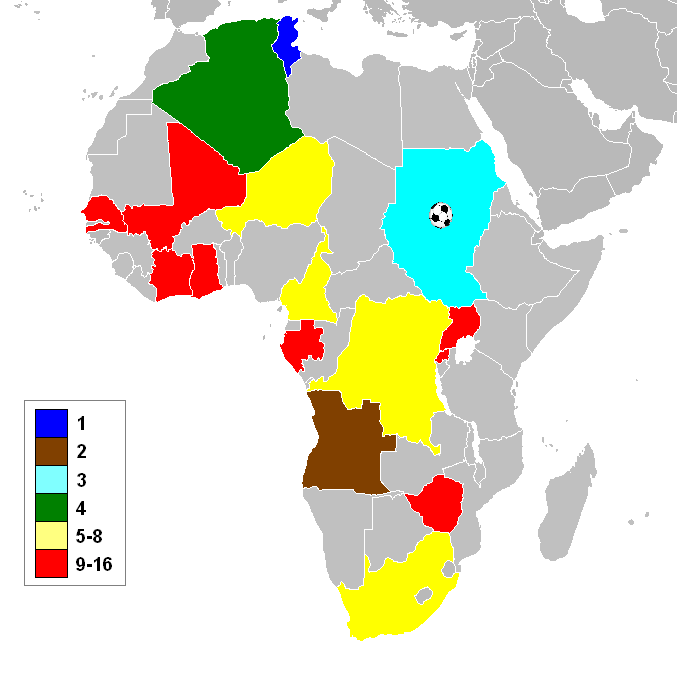
المنتخبات المشاركة

| - السودان - الجزائر - جنوب إفريقيا - أنغولا |  | - الكاميرون - جمهورية الكونغو الديمقراطية - ساحل العاج - الغابون |  | - غانا - مالي - النيجر - أوغندا |  | - رواندا - السنغال - تونس - زيمبابوي |

## الأماكن
| أم درمان                          | أم درمان الخرطوم ود مدني بورتسودانبطولة أمم إفريقيا للمحليين 2011 (Sudan (2005-2011)) | الخرطوم                           |
| --------------------------------- | ------------------------------------------------------------------------------------- | --------------------------------- |
| استاد المريخ                      | أم درمان الخرطوم ود مدني بورتسودانبطولة أمم إفريقيا للمحليين 2011 (Sudan (2005-2011)) | ملعب الخرطوم                      |
| 15°23′N 32°17′E / 15.39°N 32.29°E | أم درمان الخرطوم ود مدني بورتسودانبطولة أمم إفريقيا للمحليين 2011 (Sudan (2005-2011)) | 15°23′N 32°19′E / 15.38°N 32.32°E |
| السعة: 42,000                     | أم درمان الخرطوم ود مدني بورتسودانبطولة أمم إفريقيا للمحليين 2011 (Sudan (2005-2011)) | السعة: 33,000                     |
| أم درمان                          | أم درمان الخرطوم ود مدني بورتسودانبطولة أمم إفريقيا للمحليين 2011 (Sudan (2005-2011)) | بورتسودان                         |
| ستاد الهلال                       | أم درمان الخرطوم ود مدني بورتسودانبطولة أمم إفريقيا للمحليين 2011 (Sudan (2005-2011)) | ستاد بورتسودان                    |
| 15°23′N 32°17′E / 15.39°N 32.29°E | أم درمان الخرطوم ود مدني بورتسودانبطولة أمم إفريقيا للمحليين 2011 (Sudan (2005-2011)) | 19°22′N 37°08′E / 19.37°N 37.13°E |
| السعة: 45,000                     | أم درمان الخرطوم ود مدني بورتسودانبطولة أمم إفريقيا للمحليين 2011 (Sudan (2005-2011)) | السعة: 7,000                      |
| ود مدني                           | أم درمان الخرطوم ود مدني بورتسودانبطولة أمم إفريقيا للمحليين 2011 (Sudan (2005-2011)) |                                   |
| 14°14′N 33°19′E / 14.24°N 33.31°E | أم درمان الخرطوم ود مدني بورتسودانبطولة أمم إفريقيا للمحليين 2011 (Sudan (2005-2011)) |                                   |
| ستاد ود مدني                      | أم درمان الخرطوم ود مدني بورتسودانبطولة أمم إفريقيا للمحليين 2011 (Sudan (2005-2011)) |                                   |
| السعة: 5,000                      | أم درمان الخرطوم ود مدني بورتسودانبطولة أمم إفريقيا للمحليين 2011 (Sudan (2005-2011)) |                                   |

## القرعة
- القرعة النهائية لتقسيم المجموعات أخذت مكانها يوم السبت 27 نوفمبر، 2010 في الخرطوم.[1]

الفرق الإثني عشر المتبقية سوف يتم تصنيفهم إلى ثلاثة فئات وفقا للمعايير التالية في ترتيب القواعد:
- نتائج الفرق في النسخة الأولى من بطولة إفريقيا للمحليين لعام 2009
- فصل المنطقتين على نحو النظام الذي يحدده الكاف

| الفئة أ                                                                                         | الفئة ب                                | الفئة ج                                     | الفئة د                         |
| ----------------------------------------------------------------------------------------------- | -------------------------------------- | ------------------------------------------- | ------------------------------- |
| السودان (تم وضه في مجموعة أ) · جمهورية الكونغو الديمقراطية (تم وضه في مجموعة ج) · غانا · زامبيا | الجزائر · ساحل العاج · تونس · زيمبابوي | أنغولا · الكاميرون · الغابون · جنوب إفريقيا | مالي · النيجر · رواندا · أوغندا |

## دور المجموعات

### معايير كسر التعادل
حين يكون فريقين وفرق أكثر ناهين دور المجموعات مع نفس عدد من النقاط، يتم تحديد ترتيبها وفقاً لمعايير التالية.
- النقاط التي تم الحصول عليها بين الفرق.
- فارق الأهداف المسجلة والمتلقاة لكل فريق.
- أكثر الفرق تسجيلا للأهداف في مباريات المجموعة.
- عدد الأهداف المسجلة خارج ملعبه في المباريات بين الفرق المعنية.
- أكبر عدد من الأهداف المسجلة في جميع مباريات المجموعة.
- عدد البطاقات الصفراء والحمراء المحصول عليها.
- سحب القرعة من قبل اللجنة المنظمة للمسابقة.

| معاني الألوان في جدول الترتيب | معاني الألوان في جدول الترتيب    |
| ----------------------------- | -------------------------------- |
|                               | الفرق المتأهلة للدور ربع النهائي |

### المجموعة أ
| فريق    | نقاط | فرق | عليه | له | خ | ت | ف | لعب |
| ------- | ---- | --- | ---- | -- | - | - | - | --- |
| السودان | 7    | 2+  | 0    | 2  | 0 | 1 | 2 | 3   |
| الجزائر | 5    | 2+  | 2    | 4  | 0 | 2 | 1 | 3   |
| الغابون | 4    | 0   | 4    | 4  | 1 | 1 | 1 | 3   |
| أوغندا  | 0    | 4−  | 5    | 1  | 3 | 0 | 0 | 3   |

| السودان        | 1 – 0 | الغابون |
| -------------- | ----- | ------- |
| مدثر الطيب 19' | تقرير |         |

| أوغندا | 0 – 2 | الجزائر                                      |
| ------ | ----- | -------------------------------------------- |
|        | تقرير | عبد المؤمن جابو 18' · العربي هلال سوداني 62' |

| الغابون                                      | 2 – 2 | الجزائر                    |
| -------------------------------------------- | ----- | -------------------------- |
| ديديروت لينغوالاما 51' · جان بيمبانغوي 90+2' | تقرير | العربي هلال سوداني 70' 89' |

| السودان       | 1 – 0 | أوغندا |
| ------------- | ----- | ------ |
| مدثر الطيب 9' | تقرير |        |

| السودان | 0 – 0 | الجزائر |
| ------- | ----- | ------- |
|         | تقرير |         |

| الغابون               | 2 – 1 | أوغندا                 |
| --------------------- | ----- | ---------------------- |
| جيري بيتي جوي 65' 69' | تقرير | جوما سادام إبراهيم 88' |

### المجموعة ب
| فريق         | نقاط | فرق | عليه | له | خ | ت | ف | لعب |
| ------------ | ---- | --- | ---- | -- | - | - | - | --- |
| جنوب إفريقيا | 9    | 4+  | 2    | 6  | 0 | 0 | 3 | 3   |
| النيجر       | 6    | 0   | 0    | 2  | 1 | 0 | 2 | 3   |
| زيمبابوي     | 3    | 1−  | 3    | 2  | 2 | 0 | 1 | 3   |
| غانا         | 0    | 3−  | 4    | 1  | 3 | 0 | 0 | 3   |

| غانا                    | 1 – 2 | جنوب إفريقيا                           |
| ----------------------- | ----- | -------------------------------------- |
| كومسون دانييل لاربي 19' | تقرير | ميرون شونغوي 57' · ليونارد شابانغو 88' |

| زيمبابوي | 0 – 1 | النيجر              |
| -------- | ----- | ------------------- |
|          | تقرير | عبد القادر تيمو 76' |

| جنوب إفريقيا         | 2 – 0 | النيجر |
| -------------------- | ----- | ------ |
| ميرون شونغوي 56' 87' | تقرير |        |

| غانا | 0 – 1 | زيمبابوي          |
| ---- | ----- | ----------------- |
|      | تقرير | أرتشفورد غوتو 70' |

| غانا | 0 – 1 | النيجر          |
| ---- | ----- | --------------- |
|      | تقرير | توكور غامبو 89' |

| جنوب إفريقيا                                  | 2 – 1 | زيمبابوي         |
| --------------------------------------------- | ----- | ---------------- |
| ليونارد شابانغو 33' · نهلاكانيفو مكوانازي 62' | تقرير | نورمان ماروتو 2' |

### المجموعة ج
| فريق                        | نقاط | فرق | عليه | له | خ | ت | ف | لعب |
| --------------------------- | ---- | --- | ---- | -- | - | - | - | --- |
| الكاميرون                   | 9    | 5+  | 0    | 5  | 0 | 0 | 3 | 3   |
| جمهورية الكونغو الديمقراطية | 4    | 1−  | 4    | 3  | 1 | 1 | 1 | 3   |
| ساحل العاج                  | 3    | 2−  | 4    | 2  | 2 | 0 | 1 | 3   |
| مالي                        | 1    | 2−  | 3    | 1  | 2 | 1 | 0 | 3   |

| جمهورية الكونغو الديمقراطية | 0 – 2 | الكاميرون                                   |
| --------------------------- | ----- | ------------------------------------------- |
|                             | تقرير | جوزيف جوليان موماسو 42' · أوسمايلا بابا 80' |

| ساحل العاج      | 1 – 0 | مالي |
| --------------- | ----- | ---- |
| زومانا كوني 23' | تقرير |      |

| الكاميرون         | 1 – 0 | مالي |
| ----------------- | ----- | ---- |
| غيريمي ساغونغ 68' | تقرير |      |

| جمهورية الكونغو الديمقراطية                 | 2 – 1 | ساحل العاج             |
| ------------------------------------------- | ----- | ---------------------- |
| ماتوندو سالاكياكو 18' · ديوكو كالويتوكا 31' | تقرير | كيسي جان بول مونغوا 8' |

| الكاميرون                                         | 2 – 0 | ساحل العاج |
| ------------------------------------------------- | ----- | ---------- |
| أرناود مونكام غويكام 54' · جان بول إكراني نغا 90' | تقرير |            |

| جمهورية الكونغو الديمقراطية | 1 – 1 | مالي             |
| --------------------------- | ----- | ---------------- |
| مولوتا كابانغو 82'          | تقرير | ألو باغايوكو 80' |

### المجموعة د
| فريق    | نقاط | فرق | عليه | له | خ | ت | ف | لعب |
| ------- | ---- | --- | ---- | -- | - | - | - | --- |
| تونس    | 7    | 4+  | 2    | 6  | 0 | 1 | 2 | 3   |
| أنغولا  | 5    | 1+  | 2    | 3  | 0 | 2 | 1 | 3   |
| السنغال | 4    | 0   | 2    | 2  | 1 | 1 | 1 | 3   |
| رواندا  | 0    | 5−  | 7    | 2  | 3 | 0 | 0 | 3   |

| السنغال                                | 2 – 0 | رواندا |
| -------------------------------------- | ----- | ------ |
| مصطفى كاسي 89' · محمد نيانغ ديوب 90+3' | تقرير |        |

| أنغولا     | 1 – 1 | تونس           |
| ---------- | ----- | -------------- |
| كالي 90+2' | تقرير | يوسف مساكني 7' |

| رواندا          | 1 – 3 | تونس                                                      |
| --------------- | ----- | --------------------------------------------------------- |
| جاك توسينغي 23' | تقرير | أسامة الدراجي 21' · سلامة القصداوي 32' · زهير الذوادي 44' |

| السنغال | 0 – 0 | أنغولا |
| ------- | ----- | ------ |
|         | تقرير |        |

| السنغال | 0 – 2 | تونس                                 |
| ------- | ----- | ------------------------------------ |
|         | تقرير | سلامة القصداوي 45' · خالد القربي 88' |

| رواندا                     | 1 – 2 | أنغولا                                       |
| -------------------------- | ----- | -------------------------------------------- |
| جان بابتيست موغيرانيزا 18' | تقرير | أرسينيو سيباستياو 31' · أوسوريو كارفالهو 57' |

## دور خروج المغلوب
جميع المواعيد حسب التوقيت المحلي، شرق إفريقيا (ت ع م+03:00).
|  | ربع النهائي               | ربع النهائي               |                           |         | نصف النهائي   | نصف النهائي   |  |  | النهائي                   | النهائي |
|  |                           |                           |                           |         |               |               |  |  |                           |         |
|  | 18 فبراير 2011 – الخرطوم  |                           |                           |         |               |               |  |  |                           |         |
|  |                           |                           |                           |         |               |               |  |  |                           |         |
|  | جنوب أفريقيا              | 0                         |                           |         |               |               |  |  |                           |         |
|  | جنوب أفريقيا              | 0                         | 22 فبراير 2011 – الخرطوم  |         |               |               |  |  |                           |         |
|  | الجزائر                   | 2                         |                           |         |               |               |  |  |                           |         |
|  | الجزائر                   | 2                         | الجزائر                   | 1 (3)   |               |               |  |  |                           |         |
|  | 19 فبراير 2011 – الخرطوم  |                           | الجزائر                   | 1 (3)   |               |               |  |  |                           |         |
|  |                           | تونس                      | 1 (5)                     |         |               |               |  |  |                           |         |
|  | تونس                      | تونس                      | 1 (5)                     | 1       |               |               |  |  |                           |         |
|  | تونس                      |                           | 25 فبراير 2011 – أم درمان | 1       |               |               |  |  |                           |         |
|  | الكونغو الديمقراطية       | 0                         |                           |         |               |               |  |  |                           |         |
|  | الكونغو الديمقراطية       | 0                         | تونس                      | 3       |               |               |  |  |                           |         |
|  | 18 فبراير 2011 – أم درمان |                           | تونس                      | 3       |               |               |  |  |                           |         |
|  |                           | أنغولا                    | 0                         |         |               |               |  |  |                           |         |
|  | السودان (ض.ج)             | أنغولا                    | 0                         | 1 (4)   |               |               |  |  |                           |         |
|  | السودان (ض.ج)             | 22 فبراير 2011 – أم درمان |                           | 1 (4)   |               |               |  |  |                           |         |
|  | النيجر                    | 1 (3)                     |                           |         |               |               |  |  |                           |         |
|  | النيجر                    | 1 (3)                     | السودان                   | 1 (2)   | المركز الثالث | المركز الثالث |  |  |                           |         |
|  | 19 فبراير 2011 – أم درمان |                           | السودان                   | 1 (2)   | المركز الثالث | المركز الثالث |  |  |                           |         |
|  |                           | أنغولا                    | 1 (4)                     |         |               |               |  |  |                           |         |
|  | الكاميرون                 | أنغولا                    | 1 (4)                     | 0 (7)   | الجزائر       | 0             |  |  |                           |         |
|  | الكاميرون                 |                           |                           | 0 (7)   | الجزائر       | 0             |  |  |                           |         |
|  | أنغولا                    | 0 (8)                     |                           | السودان | 1             |               |  |  |                           |         |
|  | أنغولا                    | 0 (8)                     |                           |         | 1             |               |  |  |                           |         |
|  |                           |                           |                           |         |               |               |  |  | 24 فبراير 2011 – أم درمان |         |
|  |                           |                           |                           |         |               |               |  |  |                           |         |

### الربع النهائي
| جنوب إفريقيا | 0 – 2 | الجزائر                                      |
| ------------ | ----- | -------------------------------------------- |
|              | تقرير | عادل معيزة 44' (ضربة جزاء) · حسين مترف 90+2' |

| السودان             | 1 – 1 (ب.و.إ) | النيجر           |
| ------------------- | ------------- | ---------------- |
| بكري عبد القادر 17' | تقرير         | سيديب موديبو 65' |

| الكاميرون | 0 – 0 (ب.و.إ) | أنغولا |
| --------- | ------------- | ------ |
|           | تقرير         |        |

| تونس             | 1 – 0 | جمهورية الكونغو الديمقراطية |
| ---------------- | ----- | --------------------------- |
| زهير الذوادي 50' | تقرير |                             |

### نصف النهائي
| الجزائر             | 1 – 1(ب.و.إ) | تونس              |
| ------------------- | ------------ | ----------------- |
| عبد المؤمن جابو 62' |              | سلامة القصداوي 8' |

| السودان             | 1 – 1(ب.و.إ) | أنغولا  |
| ------------------- | ------------ | ------- |
| سيف الدين علي 2+45' |              | لوف 71' |

### المركز الثالث
| الجزائر | 0 – 1 | السودان        |
| ------- | ----- | -------------- |
|         |       | مدثر الطيب 37' |

### النهائي

تتويج تونس بلقب بطولة أمم أفريقيا للمحليين 2011.

| تونس                                                  | 3 – 0 (ب.و.إ.) | أنغولا |
| ----------------------------------------------------- | -------------- | ------ |
| مجدي تراوي 47' · زهير الذوادي 73' · أسامة الدراجي 79' |                |        |

| البطل بطولة أفريقيا للمحليين 2011 |
| --------------------------------- |
| · تونس · للمرة الأولى             |

## الجوائز

### المنصة النهائية
|        | تونس    |
|        | ‍        |
| أنغولا |         |
| ‍       | السودان |
| ‍       | ‍        |

## الهدافين
| ثلاثة أهداف: - العربي هلال سوداني - ميرون شانغوي - مدثر الطيب - زهير الذوادي - سلامة القصداوي هدفين - عبد المؤمن جابو - لوف - بيتي دجووي - شابانغو ليوناردو - أسامة الدراجي هدف: - عادل معيزة - حسين مترف - كالي - أوسوريو كارفايو - جوزيف يوليين موماسو - جيان باول إكان نجاج - أرنود مونكام جوكام - جيرمي ساجونغ - إسمائيلا بابا - زومانا كوني - كيسي جيان-باول مانجوا - ميلوتا كابانغو | - ديوكو كاليوتوكا - ماتوندو سالاكياكو - بيمبانغوي - لينغوالاما جوهان ديديروت - لاربي كومسون دانييل - تيكر جامبو - أدامو عبد القادر - جيان بابتيست ميجيرانيزا - جاكي تايسينج - محمد نيانغ ديوب - مصطفى كاسه - أليرادي مكوانازي - يوسف المساكني - خالد القربي - مجدي تراوي - جمعة إبراهيم صدام - أرشفورد جوتو - نورمان مارومتو |